# PGC 4994
LEDA/PGC 4994 ist eine Linsenförmige Galaxie vom Hubble-Typ S0 im Sternbild Fische auf der Ekliptik. Sie ist schätzungsweise 122 Millionen Lichtjahre von der Milchstraße entfernt und hat einen Durchmesser von etwa 20.000 Lichtjahren. Vom Sonnensystem aus entfernt sich das Objekt mit einer errechneten Radialgeschwindigkeit von näherungsweise 2.600 Kilometern pro Sekunde.
Sie gilt als Teil der 11 Galaxien umfassenden Lyons Groups of Galaxies LGG 23 unter NGC 524. Im selben Himmelsareal befinden sich unter anderem die Galaxien NGC 489, NGC 502, NGC 509, PGC 1361437.